# Maria Mohr
Maria Mohr (* 1974 in Mainz) ist eine deutsche Filmemacherin, und Professorin im Studienbereich Film und Video der Merz Akademie. Sie ist Gründungsmitglied von ProQuote Film, einer Gleichstellungsinitiative in der Film- und Fernsehbranche.

## Werdegang
Nach einem Kurs der französischen Sprache und Kultur an der Pariser Sorbonne (1993–1994) studierte Maria Mohr von 1994 bis 1998 Architektur an der TU Darmstadt mit einem Auslandsaufenthalt an der École nationale supérieure d’architecture de Paris-La Villette (1997–1998). Von 2002 bis 2005 folgte ein Studium der Experimentellen Mediengestaltung an der Universität der Künste Berlin.
Maria Mohr konzentriert sich in ihrer filmischen Arbeit hauptsächlich auf das Dokumentarische, wobei sie sich an der Grenze zum Performativen bewegt. Schon während ihres Studiums beschäftigte sie sich mit Tanz, Performance, Gesang, Fotografie und analogem Film. Ihr filmisches Portfolio umfasst Dokumentarfilme und Kurzfilme. Als Gründungsmitglied von ProQuote Film war sie von 2014 bis 2016 Mitglied des Vorstands.
Maria Mohr hat als Filmdozentin im Media Design Department an der German University in Cairo (GUC), am Berliner Campus der GUC und an der Hochschule für Gestaltung (HfG) Offenbach unterrichtet. Seit 2023 ist sie Professorin im Studienbereich Film und Video an der Merz Akademie Stuttgart.

## Filmografie
- 2001: Bruder
- 2002: K Kumbh Kali
- 2005: Cousin Cousine
- 2010: Bruder Schwester
- 2014: Am Weltrand I-III
- 2021: Spatzen und Spaziergänge

## Auszeichnungen
- 2005 Internationale Kurzfilmtage Oberhausen, 3sat-Förderpreis für Cousin Cousine
- 2005 Deutscher Kurzfilmpreis in Silber für Cousin Cousine
- 2005 Universität der Künste Berlin, Lili-Gestalterinnenpreis für Cousin Cousine
- 2006 Femina – Festival internacional de cinema feminino,[4] Rio de Janeiro, bester Studentenfilm für Cousin Cousine
- 2006 Guanajuato International Film Festival[5], bester internationaler Dokumentarfilm für Cousin Cousine
- 2010 DOK Film Festival Leipzig, Bruder Schwester
- 2011 Stipendiatin der Villa Massimo, Villa Serpentara[6]
- 2011 Visions du Réel, Nyon, Bruder Schwester
- 2011 Doc Alliance Award, Nominierung, Bruder Schwester